# (4512) Sinuhe
(4512) Sinuhe ist ein Asteroid des Hauptgürtels, der am 20. Januar 1939 von dem finnischen Astronomen Yrjö Väisälä in Turku entdeckt wurde.
Der Name des Asteroiden ist angelehnt an die Titelfigur aus dem Werk Sinuhe der Ägypter des finnischen Schriftstellers Mika Waltari.